# Kijl
Kijl var två svenska adelsätter, den äldre medeltida från Själland, Danmark, utslocknade på 1600-talet. En yngre ätt med oklar koppling till den äldre, adlades 1711 och utdog 1750.

## Äldre ätten Kijl
Severin Kijl (Söffrin Kijl) till Apelnäs och Hoffnäs inkom från Holstein och var redan 1523 kung Gustav hövitsman för två fanor tyska soldater på krigståget emot Halland, senare slottsloven och hövitsman på Älvsborgs fästning. Han blev naturaliserad bland svenska adeln och uppräknas 1526 bland den rusttjänst utförande adeln i Västergötland och nämns i källorna när han 20 december 1535 tillskriver kung Gustav om Viken, Halland och Skåne m.m.
1542 var han hövitman på tåget emot Nils Dacke. Han var gift med Malin Ribbing till Walestad, dotter till riksrådet och lagmannen Knut Pedersson Ribbing till Svansö och Fästerid. Barn:
1. Peder till Apelnäs samt Kålltorp. Befallningsman på Gullberg. Död 1588. Gift med Agneta Drake.
  1. Carin. Gift 1589-07-08 med ryttmästaren Peder Knutsson Lillie (av Greger Mattssons ätt).
  2. Maria, död 1647 och ligger jämte sin man begraven i Lerums kyrka Älvsborgs län. Gift 1596-09-12 på Apelnäs med hertig Carls kammarjunkare Bengt Bryntesson Lillie af Aspenäs, född 1568. Död 1637.
  3. Söffrin.
  4. Knut till Apelnäs samt Ärnäs. Amiral. Död 1603. 
    1. Per till Arnäsholm och Skäggesnäs. Död 1627. Gift med Catharina Hård af Segerstad.
    2. En dotter, död 1630. Gift omkring 1670 med residenten Anders Svensson, adlad Ödell (eller ödla) nr 211.

  5. Nils Kijl till Apelnäs samt Jöggis. Ståthållare. Död 1636. 
    1. Söffrin, död före 1620.

  6. Måns, till Kålltorp samt Bolmstad, ryttmästare. Levde 1653. Gift med Carin Larsdotter Hård af Segerstad.
  7. Brita, till Barkestorp i Dörby socken Kalmar län. Gift med ståthållaren på Kalmar slott Henrik von Kalen, född i Pommern, död 1622-07-01.
2. Anna. Gift 1539 på Älvsborg med Anders Bosson (Oxehufvud).
3. Carin. Gift med Hans Torstensson (Forstenasläkten).

### Norska ätten Kil
Väpnaren Erik Kil (känd 1550–1582), bosatt på Ågård i Tune, beläget i Østfold fylke, Norge, förde ett vapen belagt från 1552, som var identiskt med den äldre Kijl-ätten, vilket tillsammans med namnlikheten har framförts som argument i en artikel i Norsk Slektshistorisk Tidsskrift vilken diskuterat möjligheten att han skulle ha varit släkt med Severin Kijls släkt.

## Yngre ätten Kijl
Magnus Kijl, född omkring 1656, död 29 juli 1721, var en svensk lagman för Östergötlands lagsaga vilken tjänst han begärda avsked från 1720. Han var innehavare av Tollstorp i Slaka socken Han blev adlad 1711 och behöll då sitt namn. Gift 1684 med Lucia Lampa. 
Barn
1. Claes Adrian, död ung.
2. Lucia Anna, gift 1705 med assessorn Magnus Salan, adlad Bielkenhielm.
3. Jonas. Ryttmästare. Död 1717.
4. Carl Magnus, född 1687, död 1694.
5. Magnus, död som barn.
6. Claes, född 1690, död som barn.
7. Augusta. Gift med kaptenen Carl Gustaf Sjöberg.
8. Anna Christina, död ung.
9. Anna Sofia, död som ung.
10. Sara Ulrika, död som ung.
11. Hedvig, född 1705, död 1769. Gift 1722-04-11 med kaptenen Reinhold Gustafsson de Charlière.

## Källa
- Kijl nr 61, adelsvapen-wiki